# Parablastothrix vespertina
Parablastothrix vespertina är en stekelart som beskrevs av Mercet 1917. Parablastothrix vespertina ingår i släktet Parablastothrix och familjen sköldlussteklar. Inga underarter finns listade i Catalogue of Life.